# ماتي أهو
ماتي أهو (بالفنلندية: Matti Aho)‏ (29 مايو 1934 – 23 فبراير 1984) هو ملاكم فنلندي راحل، مثّل بلاده في الألعاب الأولمبية الصيفية 1960.

## روابط خارجية
ماتي أهو على موقع أوليمبيديا (الإنجليزية)